# خبرگزاری عربستان
خبرگزاری عربستان سعودی (عربی: وکالة الأنباء السعودیة؛ انگلیسی: Saudi Press Agency) مشهور به واس، خبرگزاری دولتی و رسمی عربستان سعودی است.
این خبرگزاری در سال ۱۳۹۰ هجری قمری (۱۹۷۱ میلادی)، به‌عنوان نخستین خبرگزاری در میان کشورهای عرب خلیج فارس تأسیس شد.
خبرگزاری واسُ تنها خبرگزاری رسمی عربستان است و اخبار رسمی این کشور را به روزنامه‌های این کشور مخابره می‌کند. وبگاه این خبرگزاری نیز در دسترس مخاطبان اینترنتی این خبرگزاری است. «واس» زیر نظر وزارت رسانهٔ عربستان سعودی اداره می‌شود.
خبرگزاری واس عضو اتحادیه خبرگزاری‌های کشورهای عرب (فانا) است. این خبرگزاری به چندین زبان از جمله عربی، انگلیسی و فارسی و فرانسوی فعالیت می‌کند.
این خبرگزاری در سال ۲۰۱۳ میزبان چهارمین کنگره خبرگزاری‌های جهان (NAWC) بود.
خبرگزاری «واس» همچنین با خبرگزاری‌های آناتولی ترکیه و پرس‌تراست آف ایندیا تفاهم نامه همکاری دارد.